# Wim Vrösch
Wim Vrösch (ur. 20 marca 1945 w Heerlenie, zm. 5 lutego 2021 w Landgraafie) – holenderski piłkarz, grający na pozycji obrońcy, trener piłkarski.

## Kariera klubowa
Od 8 lat grał w zespołach amatorskich. W 1963 rozpoczął karierę piłkarską w Roda Kerkrade, ale już po roku przeniósł się do Sparty Rotterdam. W 1967 przeszedł do SV Limburgia, a zakończył karierę piłkarską w wieku 29 lat w klubie Fortuna Sittard.

## Kariera trenerska
Po zakończeniu kariery piłkarskiej rozpoczął pracę trenerską. W 1974 trenował klub Vijlen, występującej w V lidze. Potem prowadził kluby Langeberg (V liga), Heerlen (IV liga), Waubach (IV liga), Meerssen (III liga). W 1994 objął stanowisko dyrektora szkółki piłkarskiej klubu Roda Kerkrade. W 2000 awansował na stanowisko dyrektora technicznego w Rodzie. 28 lipca 2003 po czwartej kolejce sezonu 2003/04 w ukraińskiej Wyszczej Lidze powierzono mu funkcje pełniącego obowiązki głównego trenera w Metałurhu Donieck. 14 marca 2004 przeszedł na stanowisko dyrektora technicznego Metałurha. Od sezonu 2010/11 trenował V.V. Schaesberg.